# Beek
Beek (limburguès Baek) és un municipi de la província de Limburg, al sud-est dels Països Baixos. L'1 de gener del 2009 tenia 16.582 habitants repartits sobre una superfície de 21,00 km² (dels quals 0 km² corresponen a aigua). Limita al nord amb Stein (Limburg) i Sittard-Geleen, a l'est amb Schinnen i al sud amb Meerssen i Nuth.

## Ajuntament
El consistori municipal consta de 17 membres, format des del 2010 per:
- BBB-NDB 7 regidors
- CDA 4 regidors
- Progressief Beek (PvdA, GroenLinks, D66) 4 regidors
- VVD 2 regidors